# Paulus Egardus
Paulus Egardus (* 1578/79 in Kellinghusen; † in der Fastenzeit 1655 in Nortorf) war ein deutscher Pastor und Erbauungsschriftsteller.

## Leben und Wirken
Paulus Egardus war der Sohn eines namentlich nicht bekannten Organisten aus Kellinghusen. Er hieß vermutlich ursprünglich „Eggert“ o. ä., nutzte aber die latinisierte Namensform. Das lässt sich aus dem Namen seiner Schwester erschließen, die im Jahr 1600 den Jevenstedter Pastor Volkmar Jessen heiratete und dabei in einem Hochzeitsgedicht als „Anna Eggerdes“ bezeichnet wurde. Im Jahr 1610 wurde auch die latinisierte Form „Egertus“ verwendet.
Obwohl Egardus viel schrieb, sind seine Lebensumstände größtenteils nicht dokumentiert. In Widmungen und Vorworten schrieb er über sich selbst nur in der frühen Phase seines Schaffens. Darüber hinaus existiert nur ein Bericht über den Ablauf seiner Berufung nach Nortorf und ein einziger Brief von ihm selbst.
Im Mai 1599 schrieb Egardus für ein Theologiestudium an der Universität Rostock ein. Aufgrund finanzieller Probleme konnte er nur kurz studieren. Um 1601 erhielt er eine Stelle als Rektor der Lateinschule und zweiter Prediger an der Rendsburger Marienkirche. Im Sommer 1610 hielt sich König Christian IV. in der Stadt auf. Hier empfahl der Rendsburger Amtmann Heinrich Rantzau (Putlos) dem König, Egardus als neuen Pastoren an St. Martin in Nortorf. Die Stelle war seit dem Ableben des Pastoren Samuel Meiger vakant. Christian IV. vergab die Stelle und ignorierte dabei das Patronatsrecht des Klosters Itzehoe, womit er Konflikte auslöste. Egardus durfte schließlich im Amt bleiben, das Kloster bekam jedoch sein Recht auf die Stellenbesetzung bestätigt. Egardus wirkte bis Lebensende hier als Pastor.

## Werke
Während seiner Zeit in Nortorf entwickelte sich Egardus zum Schriftsteller von Erbauungsliteratur. Anfangs schrieb er in lateinischer Sprache für Theologen und Gelehrte. Ab 1623 schrieb er nur noch auf Deutsch. Bei seinen Adressaten handelte es sich vermutlich zumeist um Personen aus bürgerlichen Kreisen und Frauen. Die billig aufgemachten Bücher wurden durch die Brüder Stern aus Lüneburg verlegt, die sich auf gut verkäufliche religiöse Werke konzentrierten. Dies und die Tatsache, dass die Bücher in kurzen Abständen erschienen, spricht dafür, dass Egardus erfolgreich war und seine Schriften weit verbreitet waren.
Egardus galt als reformorthodoxer Theologe im Sinne von Johann Arndt. 1624 verteidigte er diesen mit einer Schrift gegen Anschuldigungen von streng orthodoxen Theologen. In seinen Texten ging er nicht auf dogmatische Konflikte ein. Stattdessen konzentrierte er sich auf die Erbauung der inneren Persönlichkeit und ein deutlich spiritualisiertes Christentum. Die Gläubigen könnten sicher sein, dass die vom Heiligen Geist Erleuchteten bereits zu Lebzeiten eine Gemeinschaft mit Christus erleben würden. Dadurch würde sie sich komplett von der Welt abschotten, die ausschließlich als feindlich und teuflisch anzusehen sei.
Egardus verwendete bei seinen Auslegungen der Bibel keine theologischen Wissenschaften und deren philologische Methoden. Stattdessen berief er sich auf den „Geist“. Die Symbole und Figuren auf den Goldhorn von Gallehus, das 1639 gefunden und 1641 von Ole Worm beschrieben wurde, deutete er als Zeichen der „gantzen Theologia des heiligen Geistes“.
Egardus hatte mit seinen Werken zweifellos Einfluss in der frühen Geschichte des Pietismus. Ein Hinweis hierfür ist, dass Philipp Jacob Spener von 1679 bis 1683 eine dreibändige Sammelausgabe von fast allen Schriften von Egardus veröffentlichte. Johannes Moller erwähnte Egardus Anfang des 18. Jahrhunderts. Dabei sagte er, dass ihn alle frommen Gläubigen aufgrund seines Lebenswandels und seiner, vom wahren Christentum geprägten, Werke als den Arndt Schleswig-Holsteins („Arndius Cimbriae“) angesehen hätten.

## Familie
In erster Ehe heiratete Egardus eine Frau unbekannten Namens, die um 1615 starb. In zweiter oder dritter Ehe heiratete er am 2. April 1638 eine Frau namens Anna (* 23. Februar 1591). Sie war eine Tochter des Rendsburger Bürgermeisters Jacob Lobedantz und der Witwe des Rendsburger Ratsherren Simon Greve († 1628). Egardus hatte belegt eine Tochter und einen Sohn namens Christian Egardus († 1661), der auf seinen Vater als Pastor von Nortorf folgte.